# Herb gminy Markowa

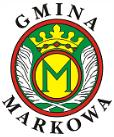
Znak gminy Markowa do 2015

Herb gminy Markowa – jeden z symboli gminy Markowa, autorstwa Kamila Wójcikowskiego i Roberta Fidury, ustanowiony 9 listopada 2015.

## Wygląd i symbolika
Herb przedstawia na tarczy w polu błękitnym pieniek o trzech korzeniach złoty, nad którym topór o ostrzu srebrnym i stylisku złotym, w skos. Topór w herbie gminy Markowa upamiętnia Ottona z Pilczy herbu Topór, który był najdawniejszym właścicielem wszystkich trzech wsi gminy Markowa, Husowa, Markowej i Tarnawki. Pieniek o trzech korzeniach symbolizuje fakt, że wszystkie trzy wsie gminy zostały założone na surowym korzeniu.

## Historia

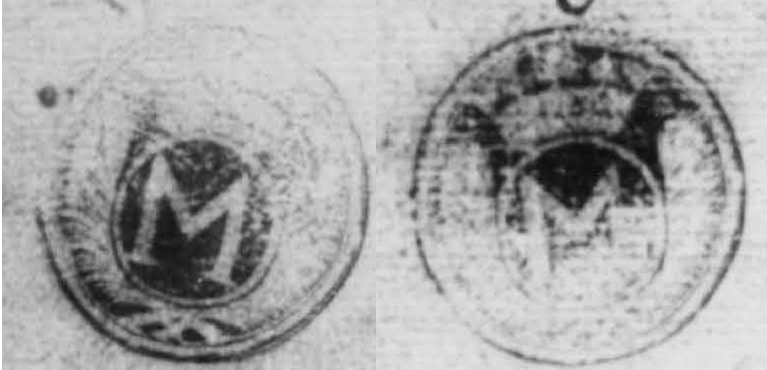
Odciski pieczęci sądowej Markowej z XVIII wieku

Do listopada 2015 roku gmina Markowa posługiwała się znakiem wywiedzionym bezpośrednio z zachowanych odcisków pieczętnych wsi Markowa z XVIII wieku.  Odciski tej pieczęci zachowały się w księdze sądowej wsi Markowa (lata 1591-1777). Pieczątka była okrągła, pozbawiona legendy otokowej. W polu pieczęci w owalnej tarczy widniał inicjał "M". Tarcza ukoronowana, u dołu i po bokach okolona skrzyżowanymi u dołu gałęziami.

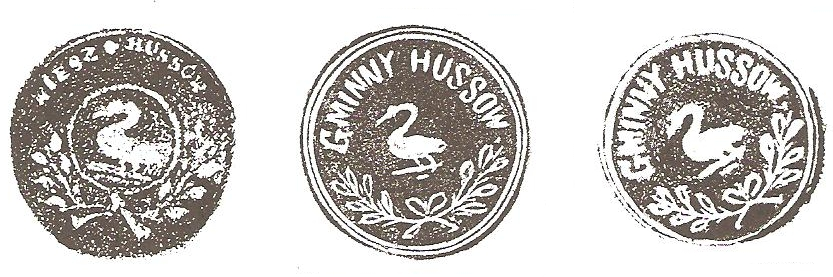
Odciski pieczęci Hussowa z XIX wieku

Znane są także odciski pieczęci samorządu w Husowie. Wszystkie pochodzą z XIX wieku. Wspólnym elementem trzech znanych odcisków jest godło – gęś, skrzyżowane gałązki półkoliście okalające godło od dołu, oraz legenda otokowa umieszczona półkoliście u góry. Gęś jest godłem mówiącym, nawiązującym do ruskiego słowa hus’, oznaczającego gęś. Pieczęć pierwsza z roku 1883, o średnicy 27 mm. W górnej połowie otoku napis WIESZ HUSSÓW, w dolnej dwie skrzyżowane gałązki. Godło obwiedzione linią ciągłą. Druga pieczęć z roku 1885, ma średnicę 28 mm. W górnej części otoku napis GMINNY HUSSOW, w dolnej skrzyżowane gałązki. Godło bez linii oddzielającej. Ostatnia pieczęć pochodzi z 1892 roku i jest identyczna jak poprzednia.